# 春名好重
春名 好重（はるな よししげ、1910年4月5日 - 2004年6月27日）は、書の研究家、国士舘大学名誉教授。

## 略歴
岡山県生まれ。東京帝国大学文学部国文学科卒業。国士舘大学教授・文学部長を務めた。日本書道史を研究。本名・斎藤秀雄。

## 著書
- 日本書道史論 泰東書道院出版部 1943
- 古筆 泰東書道院出版部 1943
- 日本の書道 宝雲舎 1945
- 古筆辞典 東洋書道協会 1950
- 書の芸術 中教出版 1958
- 藤原佐理 吉川弘文館 1961 (人物叢書)
- 書の流れ 日本書道史 墨美社 1967.4
- 寛永の三筆 淡交社 1971
- 古筆の鑑賞 淡交社 1971
- 上代能書伝 木耳社 1972
- 書の話 徳間書店 1973
- 日本書道史 淡交社 1974
- 和紙百話 淡交社 1977.5
- 日本史小百科 6 書道 近藤出版社 1978.6
- 文人書譜 1 光悦 淡交社 1978.11
- 古筆百話 淡交社 1984.5
- 書道百話 淡交社 1985.4
- 仮名百話 淡交社 1985.10
- 能書百話 淡交社 1986.3
- 写経百話 淡交社 1986.10
- 書の古代史 新人物往来社 1987.10
- 空海 人と書 淡交社 1988.3
- 書の基本資料 18 日・中書道年表 中教出版 1988.4
- 書の基本資料 2 かなの研究(文字として) 中教出版 1990.2
- 平安時代書道史 思文閣出版 1993.1
- 平安時代の書の研究 芸術新聞社 1999.11
- 春名好重のよみがえれ!!書 21世紀に向けて 中教 2000.5
- 巻菱湖伝 北井企画 2000.10

## 共著・編著
- 関戸本古今集抄 藤原行成 日本習字学会 1958
- 和漢朗詠集抄 藤原行成 日本習字学会 1958
- 入門書道全集 7 書の鑑賞 外山軍治共著 実業之日本社 1973
- 古筆大辞典 淡交社 1979.11
- 書の基本資料 8 かなの書の書式 後藤西香共著 中教出版 1988.4

## 参考
- 書画美術 春名好重追悼 特別篇 芸術書院 2005

| スタブアイコン | サブスタブ | この項目は、まだ閲覧者の調べものの参照としては役立たない、人物に関連した書きかけの項目です。この項目を加筆・訂正などしてくださる協力者を求めています（P:人物伝/PJ:人物伝）。 |